# Rheomus yahiae
Rheomus yahiae är en tvåvingeart som beskrevs av Laville och Reiss 1988. Rheomus yahiae ingår i släktet Rheomus och familjen fjädermyggor.
Artens utbredningsområde är Marocko.